# Рајко Митић
Рајко Митић (Дол, 19. новембар 1922 — Београд, 29. март 2008) био је југословенски фудбалер. Играо је за београдски БСК и Црвену звезду, у којој се прославио. За „црвено-беле” је одиграо око 580 утакмица, био капитен тог тима и проглашен је за прву „Звездину звезду”. Играо је на позицији десне „полутке”.
За репрезентацију Југославије је одиграо 59 утакмица (дебитовао 9. маја 1946) и постигао 32 гола. Учествовао је на светским првенствима у Бразилу 1950. године и у Швајцарској 1954. Због коректне игре остао је упамћен као велики џентлмен фудбала.

## Биографија
Митић је почео да игра фудбал на ливадама београдског Кошутњака, а наставио је у клубу истог имена, који се такмичио у трећем разреду Београда. У лето 1938, постао је члан омладинске екипе БСК-а, да би две године касније, средином 1940, на пријатељској утакмици против земунског Витеза (7:3), дебитовао за први тим на месту вође навале. На тој утакмици Митић је постигао пет голова.

### Црвена звезда
Други светски рат је зауставио његов спортски развој, али је од 1944. године, као борац инжињерске бригаде НОВЈ (заједно са Ђајићем и Језеркићем), наставља да игра, да би од оснивања Црвене звезде, 4. марта 1945, био њен први капитен. Од тада је у 14 првенствених сезона носио „црвено-бели“ дрес као један од најбољих играча у историји Црвене звезде. Одиграо је укупно 572 утакмице (од тога 220 првенствених и 39 у Купу) и постигао 116 гола (74 првенствена и 22 у Купу).
Као капитен, Митић је пет пута предводио „црвено-беле“ кад су освајали титулу првака Југославије: 1951, 1953, 1956, 1957. и 1959. године. Прву од ових пет титула Црвена звезда је освојила у драматичној борби са загребачким Динамом, који је три кола пре краја водио са пет бодова предности, да би ипак изгубио прво место за слабији количник од 0,018 голова. И у Фудбалском купу Југославије Митић је са Црвеном звездом четири пута освајао трофеј: 1948, 1949, 1950. и 1958. године.
Осим рехабилитације после операције менискуса 1947, Митић је ретко одсуствовао из тима. После 13 година активног играња, од дреса Црвене звезде опростио се 29. новембра 1958. у финалу Купа против мостарског Вележа (4:0) у Београду.
Као капитен Црвене звезде Митић је имао и два доживљаја који су у своје време поделили јавност. Први пут кад је због недоличног понашања искључио из игре свог најбољег пријатеља Бранка Станковића, кад се чак и у Црвеној звезди водила дискусија да ли и ово спада у право капитена тима, док је други случај изазвао праву буру међу навијачима. Тада, 7. априла 1958. у првенственом сусрету против екипе Сплита у Сплиту, у 72. минуту утакмице, код резултата 1:1, пошто је бачени камен из гледалишта погодио у главу Бору Костића, Митић је извео екипу са терена. Дисциплински суд ФСЈ казнио је све играче Црвене звезде (изузев Костића и Беаре) са по месец дана неиграња.

### Репрезентација
Током 11 година играња за репрезентацију Југославије, прво је трипут успешно играо за омладинску екипу (1940—1941), а после тога 59 пута за најбољу селекцију. Дебитовао је на првој међудржавној утакмици после Другог светског рата, 9. маја 1946. против Чехословачке (2:0) у Прагу. На овој утакмици од предратних репрезентативаца играли су само Фране Матошић и Плеше, а сви остали су били дебитанти: Звонко Монсидер, Бранко Станковић, Љубомир Кокеза, Иван Хорват, Кирил Симоновски, Коста Томашевић, Митић, Стјепан Бобек и Ратко Кацијан.
У овом сусрету Митић је постигао и први гол за репрезентацију. До краја је укупно 32 пута био стрелац, што га је уврстило на четврто место најбољих стрелаца у репрезентацији (Бобек 38, Милан Галић 37, Благоје Марјановић 36 голова и Саво Милошевић 35 голова).
За боје репрезентације Митић је на три утакмице постигао хет-трик: 28. маја 1950. против Данске (5:1), 15. јула 1952. против Индије (10:1) и 21. маја 1953. против Велса (5:2). Више пута је рекао да му је најмилији гол за репрезентацију био онај који је постигао 16. маја 1954. у пријатељском сусрету против Енглеске (1:0) у Београду. То је био једини, одлучујући погодак, а постигнут је у последњим минутима утакмице.
Учествовао је на два олимпијска турнира - 1948. у Лондону и 1952. године у Финској. И оба пута освојио друго место, сребрну медаљу. Био је капитен олимпијског тима из Финске, који је на свих шест утакмица играо у непромењеном саставу: Владимир Беара, Бранко Станковић, Томислав Црнковић, Златко Чајковски, Иван Хорват, Вујадин Бошков, Тихомир Огњанов, Митић, Бернард Вукас, Стјепан Бобек и Бранко Зебец.
Посебно су у сећању остале две драматичне утакмице против екипе Совјетског Савеза, кад је Југославија у првом сусрету 13 минута пре завршетка водила са 5:1 и, али је Совјетски Савез успео да изједначи). На поновљеној утакмици Митић је постигао водећи гол и отворио врата коначној победи (3:1).
Оба светска првенства на којима је учествовао, 1950. у Бразилу и 1954. године у Швајцарској, нису му остала у пријатној успомени. Пред утакмицу против Бразила (0:2) у Рију, излазећи на терен подземним ходником, на излазном степеништу нагло је подигао главу и теменом ударио у гвоздени поклопац који је затварао излазак на терен. Због велике расекотине на глави и крварења, морао је да затражи лекарску помоћ. Због тога је Југославија утакмицу почела са 10 играча, а водећи гол који је Адемир постигао у 3. минуту, Митић није ни видео.
Јубиларну, 50. утакмицу у репрезентацији прославио је на Светском првенству 1954, у сусрету против СР Немачке (0:2). Упркос теренској надмоћности, Југославија је поражена: Хорват је постигао аутогол, а други погодак примљен је пред крај сусрета.
Митић се од дреса репрезентације опростио се 29. септембра 1957. против Румуније (1:1) у Букурешту. Имао је 35 година и 23 дана, четири дана мање него његов дугогодишњи саиграч Бранко Станковић који је као рекордер последњу утакмицу у државном тиму одиграо са 35 година и 27 дана.

## Остало
Кад је престао да игра, од 1960. до 1966. године као виши спортски тренер налазио се на челу стручног штаба Црвене звезде, крајем 1966. постао је члан Комисије ФСЈ за састав репрезентације, а од 23. априла 1967. до 18. новембра 1970. као селектор саставио је 34 југословенске репрезентације. Највећи успех постигао је у Купу нација 1968, на коме је Југославија освојила титулу вицешампиона Европе.
Још као активан играч био је коментатор београдског „Спорта”, а касније се потпуно посветио спортском новинарству и годинама је коментатор у листу „Темпо”, у коме је, иако пензионисан 1983, и даље био активан.